# 石灰窒素
石灰窒素（せっかいちっそ）は、炭化カルシウム（カーバイド）と窒素から合成されるカルシウムシアナミドを含む農業用品である。植物および動物・ヒトに対して毒性があるので、取り扱いがやや難しいものの、肥料と農薬の2つの効果を狙える利点がある。

## 成分
石灰窒素の農薬としての有効成分は、カルシウムシアナミド(CaCN2)である。カルシウムシアナミドは生物に対して毒性を持つ一方、これが水によって次第に分解されると尿素と炭酸アンモニウムを生じ植物に肥料として作用する。不純物として石灰、ケイ酸、鉄などを含み、これらも肥料として作用する。石灰窒素は微量のカーバイドも含むので、カーバイドの不純物由来の臭気を発する。

## 肥料としての側面
石灰窒素は窒素肥料の1種であると同時に、石灰分も多く含まれている。通常は元肥として利用する。施肥直後、まずカルシウムシアナミドが土壌中の水分と反応してシアナミドを生じる。この時にはシアナミドの毒性のために、植物を植えることはできない。7～10日位経過するとシアナミドは自然に分解して、尿素と炭酸アンモニウムに変化し、毒性が無くなって肥効を表すようになる。植物を植えるのは、それからである。

## 農薬としての側面
石灰窒素を土に散布して混和することで、土壌中の水によって生じるシアナミドの毒性により、線虫類や雑草の防除効果がある。水田においては、穴を掘ってイネの根に害を与えるザリガニや、イネを加害するスクミリンゴガイを防除する効果もある。カルシウムシアナミドは、土中で水と反応して分解され、無害な尿素と炭酸アンモニウムに変化するため、残留毒性の問題はない。日本では1963年（昭和38年）に新潟大学の黒井伊作らの報告により、石灰窒素浸出液の処理が、ブドウの自発休眠を覚醒（休眠打破）できることが明らかにされた。

## 取り扱い上の注意点

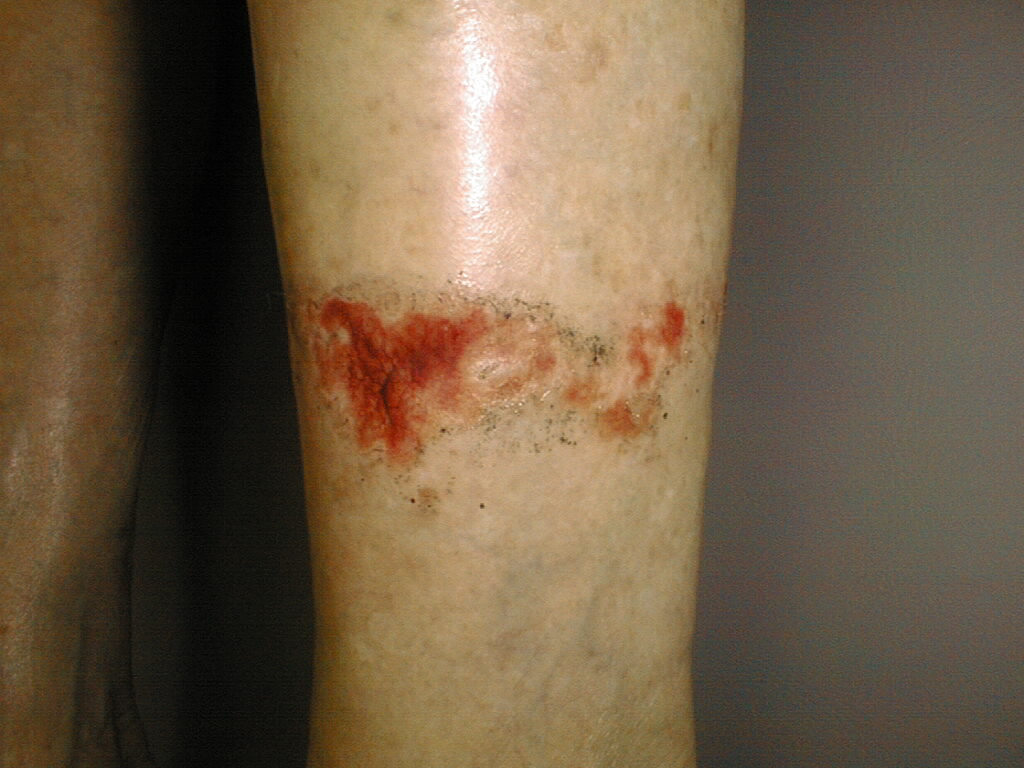
着衣の裾に石灰窒素が浸入したことにって皮膚に発生した薬傷。

- 皮膚に対して刺激性がある。汗と反応して化学熱傷を起こす。皮膚に付着した場合は、水で充分に洗浄すること。
- 眼に入ると強い刺激性があり危険である。眼に入った場合は、充分に水洗した後、眼科を受診すること。
- 散布直後に飲酒すると、急性アルコール中毒を引き起こす場合がある。これはシアナミドが、肝臓でのエタノールの代謝を阻害し、有害なアセトアルデヒドを体内に蓄積させるためであり、散布後24時間は禁酒が必要となる[2][3]。
- 上記のように危険性や毒性があるので、散布はマスク・ゴーグル・手袋を着用し、長袖・長ズボンで肌を露出させずに散布作業を行うこと。

## 歴史
1895年に、ドイツのアドルフ・フランクとニコデム・カローが、大気中の窒素とアルカリ土類カーバイドの結合に成功した事に始まり、この方法は「フランク・カロー法」(英語版)と呼ばれるようになった。なお、原料のカーバイド（カルシウムカーバイド）製造では、生石灰とコークスを大量の電気により化学反応させるため、潤沢な電力確保が重要であり、水力発電による電力を用いることが一般的である。但し前述した様に施肥に於いて毒性や危険性があることから、石灰窒素を加水して発生させたアンモニアに硫酸を結合して硫安を生成することが多くなった。ハーバー・ボッシュ法の発明以前はコークス炉からの副産物と石灰窒素がアンモニアの主な供給源だった。